# Frédéric Ancillon
Pour les articles homonymes, voir Ancillon.
Johann Peter Friedrich Ancillon (30 avril 1767, Berlin-19 avril 1837, Berlin) est un écrivain et homme d'État prussien.

## Biographie
Fils de Louis-Frédéric Ancillon, pasteur de l'Église française réformée de Berlin, arrière-petit-fils de Charles Ancillon et arrière-arrière-petit-fils de David Ancillon qui fit partie de l’émigration messine à Berlin à la suite de la révocation de l'édit de Nantes, il était lui-même destiné à l'Église. Ayant attiré par un de ses sermons l'attention du prince Henri de Prusse, il fut nommé, grâce à l'intermédiaire de ce prince, professeur d'histoire à l’Académie militaire de Berlin en 1791, et devint peu après pasteur de l'église française de Berlin.

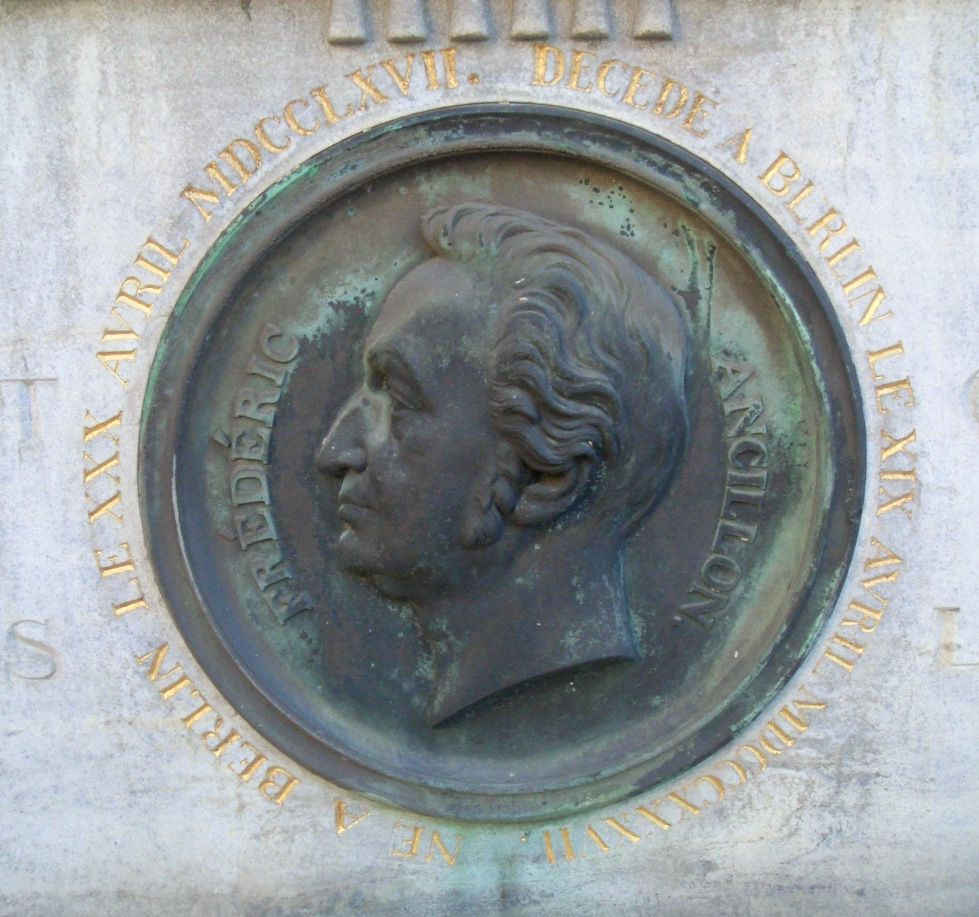
Tombe à Berlin.

Il publia en 1803 un Tableau des révolutions du système politique de l'Europe, qui lui fit prendre rang parmi les historiens les plus considérés de l'époque, et qui le fit entrer à l'Académie de Berlin.
Il fut chargé en 1806 par Frédéric-Guillaume III de l'éducation du prince royal Frédéric-Guillaume. Ayant été nommé ensuite conseiller de l'instruction publique, il devint en 1831 ministre des affaires étrangères, et ne tarda pas à exercer une grande influence.
Autant attiré par la philosophie que par l'histoire et la politique, Ancillon a écrit plusieurs ouvrages réputés dans lesquels il juge les écoles philosophiques d'Allemagne. Ses Mélanges de littérature et de philosophie, publiés à différentes époques, ont été réunis sous le titre d'Essais de philosophie, de politique, et de littérature (Paris, 1832).
Il est enterré au cimetière français de Berlin.